# Петрос (Мармароси)
Петро́сул (П'єтросул, Петрос) — гора в Українських Карпатах, в масиві Гуцульські Альпи (Рахівські гори). 

## Розташування
Гора Петрос розташована в межах Рахівського району Закарпатської області, на південь від с. Богдан.
На південний захід розташована гора Берлебашка (1733,9 м), до якої можна пройти пологим і незалісненим хребтом-перемичною, на півдні — масивна гора Піп Іван Мармароський (1936,2 м), через яку проходить українсько-румунський кордон, та полонина Лисича.
Гора розташована в межах Мармароського заповідного масиву Карпатського біосферного заповідника.

## Короткий опис
Висота 1780,9 м. Вершина шпиляста. Підніжжя і схили гори вкриті лісами, місцями — полонини. Схили дуже стрімкі, є скелясті урвища. Західний та східний схили круті та кам'янисті, північний та північно-східний — обривисті з скалистими виступами. Складається з пісковиків.
Найближчі населені пункти: с. Богдан, с. Ділове.

## Флора
Вкрита гора Петрос субальпійською рослинністю. Зустрічаються такі рослини: ялівець козацький, рододендрон, чорниці, анемона дібровна, нечуйвітер альпійський, шафран Гейфеля, рододендрон, жовтець карпатський, кукул, кремена біла, крем'яник гарний та ін. На недоступних скелястих обривах розпускаються сріблясті зірочки едельвейса альпійського. Ялинові-букові ліси поширені на висотах 1530—1600 м. 

## Фотографії Петроса Мармароського

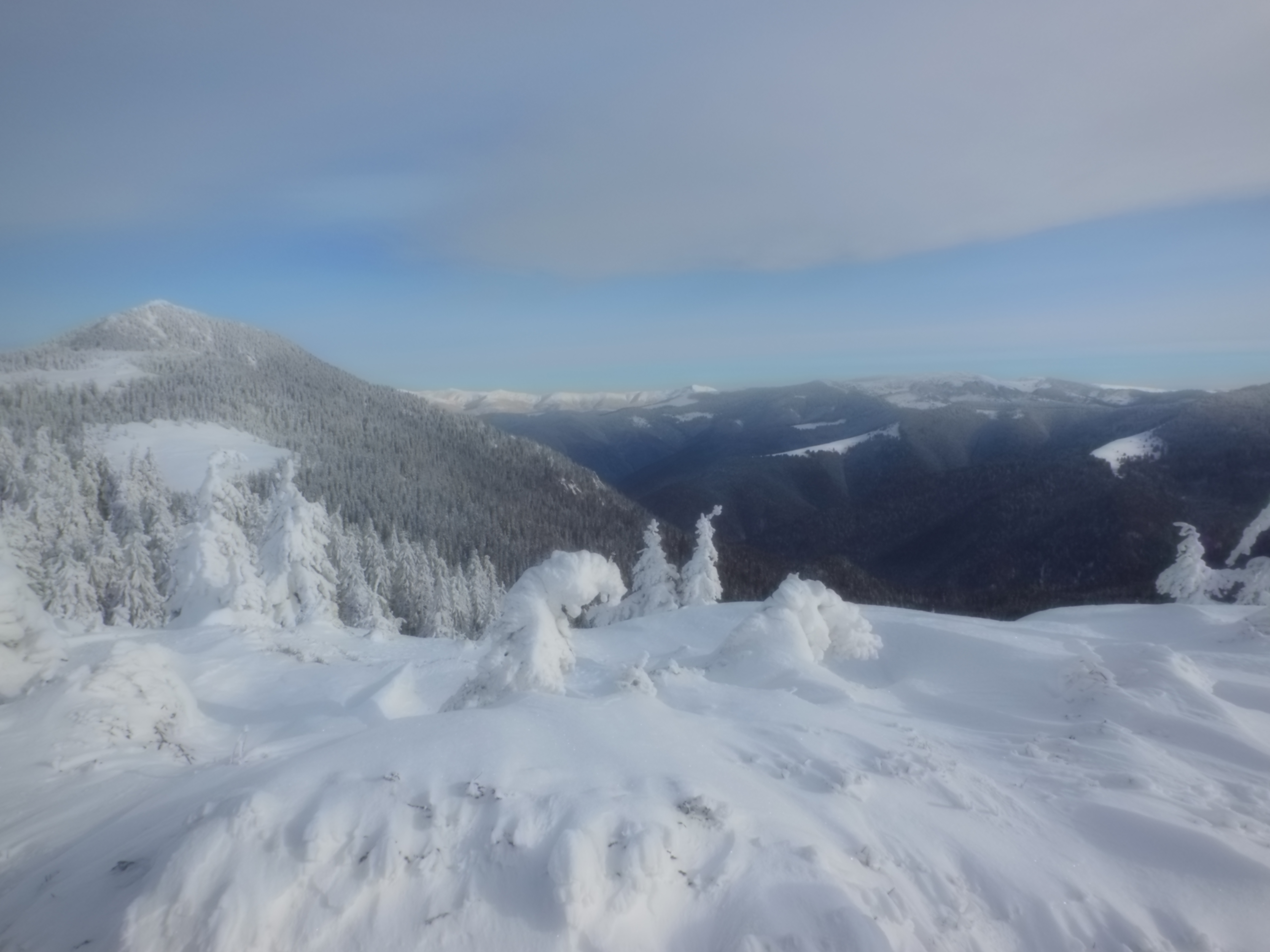
Гора Петрос Мармароський. Вид із сідловини між г. Піп Іван Мармароський та г. Берлебашка